# Dorfkirche Landow

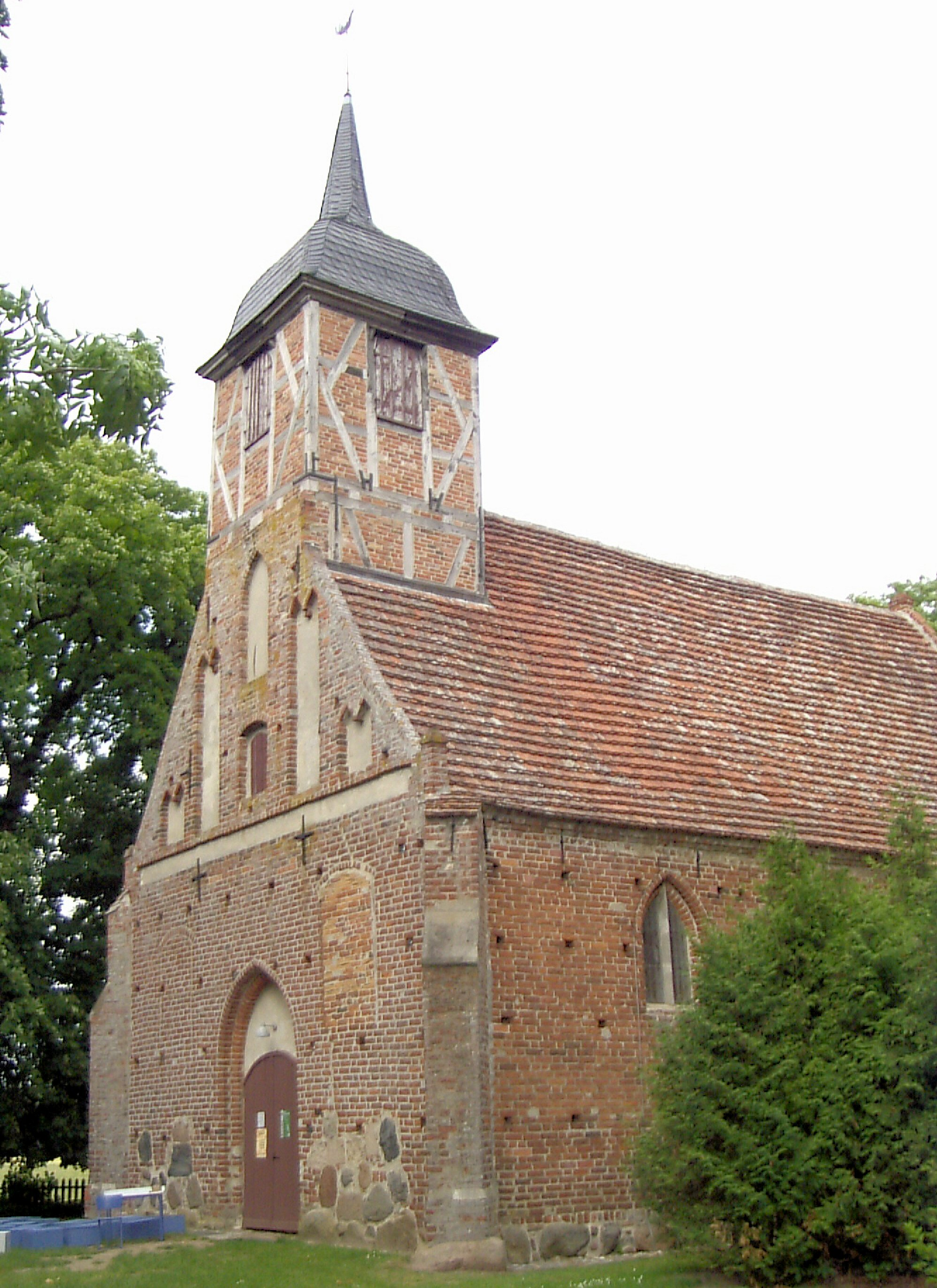
Kirche Landow

Die evangelische Kirche Landow ist eine Saalkirche aus dem 14. Jahrhundert in Landow an der Westküste der Insel Rügen, einem Ortsteil der Gemeinde Dreschvitz Landkreis Vorpommern-Rügen in Mecklenburg-Vorpommern. Sie ist eine der beiden Pfarrkirchen der Kirchgemeinde Samtens. Die evangelische Kirchgemeinde gehört seit 2012 zur Propstei Stralsund im Pommerschen Evangelischen Kirchenkreis der Evangelisch-Lutherischen Kirche in Norddeutschland. Vorher gehörte sie zum Kirchenkreis Stralsund der Pommerschen Evangelischen Kirche.

## Lage
Die Kirche steht leicht erhöht auf einer Art von Wurt an der Südseite der Dorfstraße, die vom östlich gelegenen Dreschvitz her kommt und hier nach Südwesten abknickt, um südlich an einem kleinen Bodden namens Landower Wedde vorbei zu Gutshof und Weiler Ralow zu führen, die auf einer Halbinsel liegen. Der mit einer Mauer eingefriedete Kirchhof ist nur wenig belegt. Westlich der Kirche liegt ein dreieckiger Anger.

## Geschichte
Die Wegekirche zu Landow wurde um das Jahr 1312 erbaut, wie im Jahre 2004 durchgeführte dendrochronologische Untersuchungen des verbauten Eichenholzes am Chor ergeben haben. Sie gehört damit zu den ältesten Kirchen der Insel Rügen und dürfte der älteste Fachwerkkirchenbau in Norddeutschland und im gesamten südöstlichen Ostseeraum sein. Das Kirchenschiff kam in der zweiten Hälfte des 15. Jahrhunderts hinzu. Es sollte ursprünglich ausgewölbt werden; die Arbeiten wurden jedoch nicht ausgeführt.
Die Kirche lag an einer alten Salz- und Heringshandelsstraße. Die erste urkundliche Erwähnung eines Priesters in Landow ...plebane (Priester) in Landaue stammt aus dem Jahr 1333. Im Jahr 1369 wurde auch eine Kalandbruderschaft erwähnt, was für die Bedeutung der Kirche im Mittelalter spricht.
Der ursprüngliche Fachwerkbau wurde um 1542 mit Backsteinen ummauert. Der Innenraum erhielt im 18. Jahrhundert eine barocke Ausstattung. Aus der Werkstatt des bedeutendsten pommerschen Bildhauers des Barock, Elias Kessler aus der Hansestadt Stralsund, stammen der Altar, die Taufe und die Kanzel sowie die Bemalung der Holzdecke der Kirche. Vermutlich im Jahr 1733 erhielt die Kirche den Kirchturm und das Schiff seine heutige Balkendecke. Die an die Kirche angebaute Sakristei wurde später als Gruftkapelle für die Familie der Kirchenpatrone verwendet. Nach 1945 wurden die Särge aus der Gruftkapelle entfernt und auf dem Friedhof beigesetzt.
Während der DDR wurden größere Instandsetzungsarbeiten zuletzt 1959 am Kirchendach durchgeführt. Weitere Erhaltungsmaßnahmen blieben aufgrund fehlender Finanzierung aus. Ab Ende der 1960er Jahre war der weitere Erhalt des Kirchengebäudes in Frage gestellt, das Konsistorium der Evangelischen Landeskirche Greifswald sah sich 1970 nicht mehr in der Lage, Mittel für das abseits gelegene Kirchengebäude zur Verfügung zu stellen. 1982 wurde die Kirche als einsturzgefährdet eingestuft, in den 1980er Jahren wurde sie auch von der Kreisdenkmalliste gestrichen. Die barocke Ausstattung einschließlich der bemalten Holzdecke wurden in die Jakobikirche Stralsund ausgelagert.
Private Initiativen und Spendengelder ermöglichten es ab Anfang der 1990er Jahre, die Durchführung von Erhaltungsmaßnahmen schrittweise fortzusetzen. Es konnten die Restaurierung und Zurückführung der Barockausstattung bewerkstelligt werden und die noch erhaltenen und verwertbaren Teile der bemalten Holzdecke wieder eingebaut werden. Dabei wurde auf eine Ergänzung der fehlenden Teile bewusst verzichtet. Die Kirche wird seit dem Jahr 2000 von einem Förderverein unterstützt. Über Gottesdienste hinaus wird sie als „Kultur- und Wegekirche“ betrieben. Zu den zahlreiche Veranstaltungen gehören Konzerte der Festspiele Mecklenburg-Vorpommern.

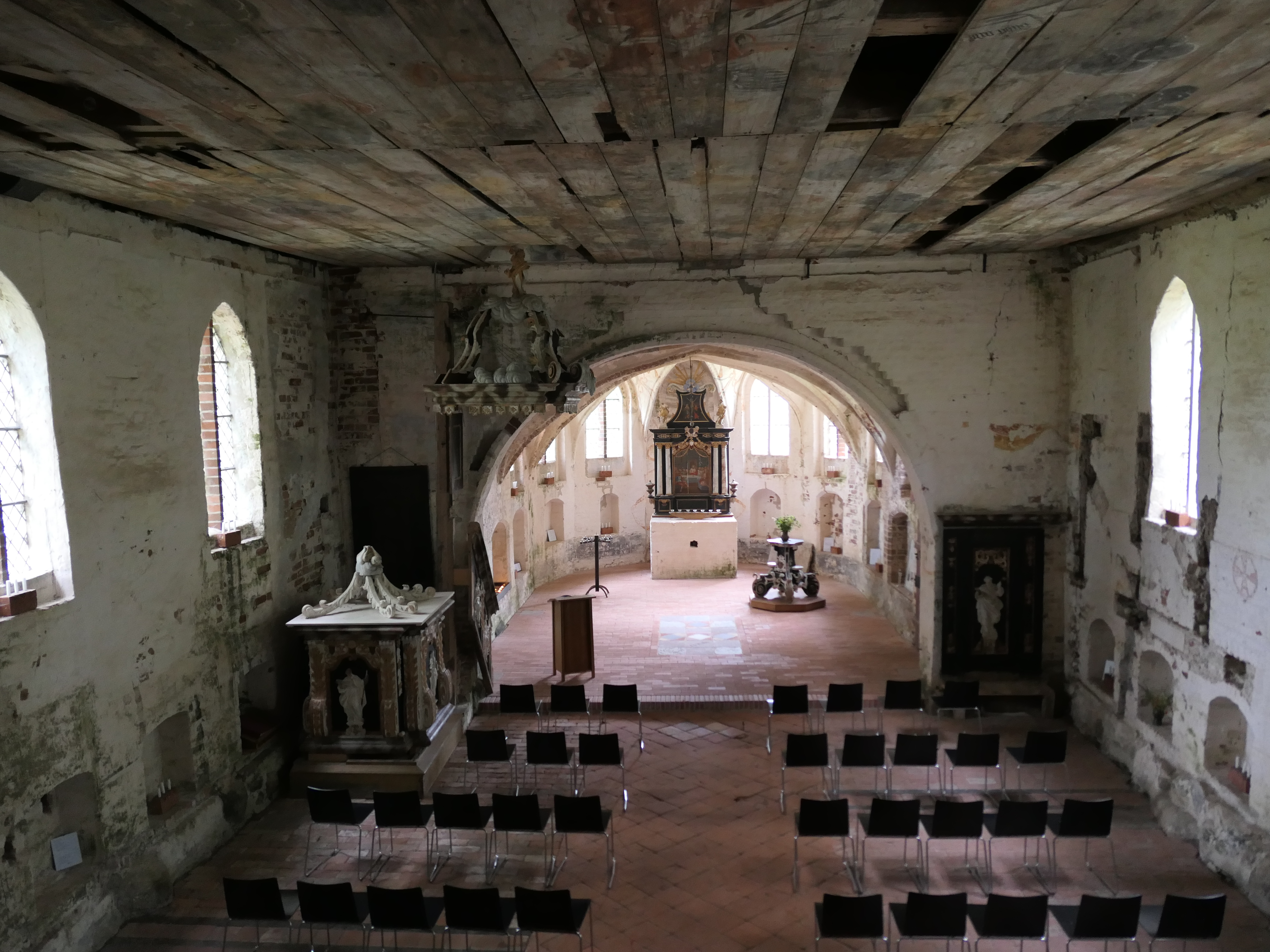
Langhaus ostwärts zum Chor
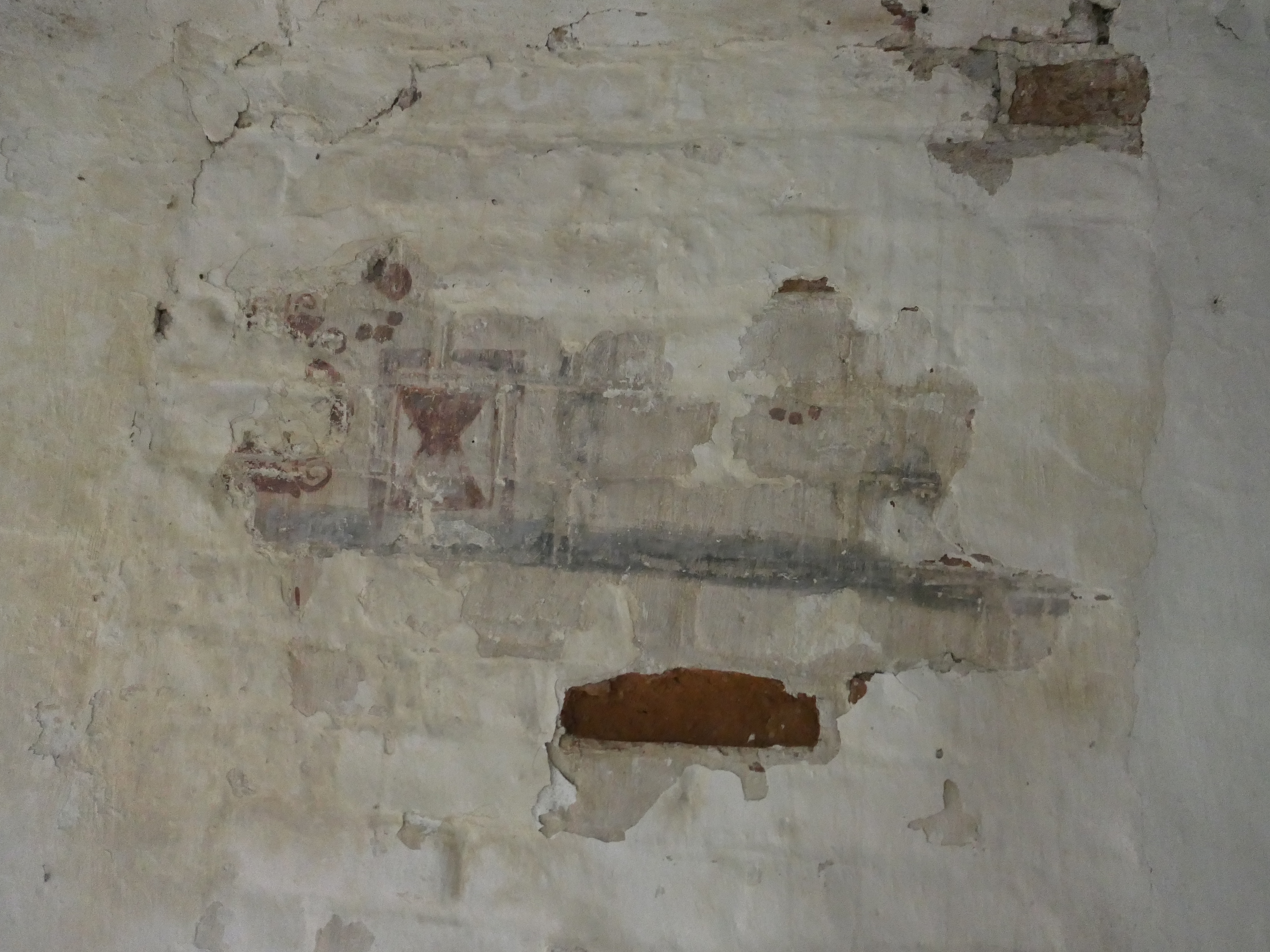
Malereifragmente
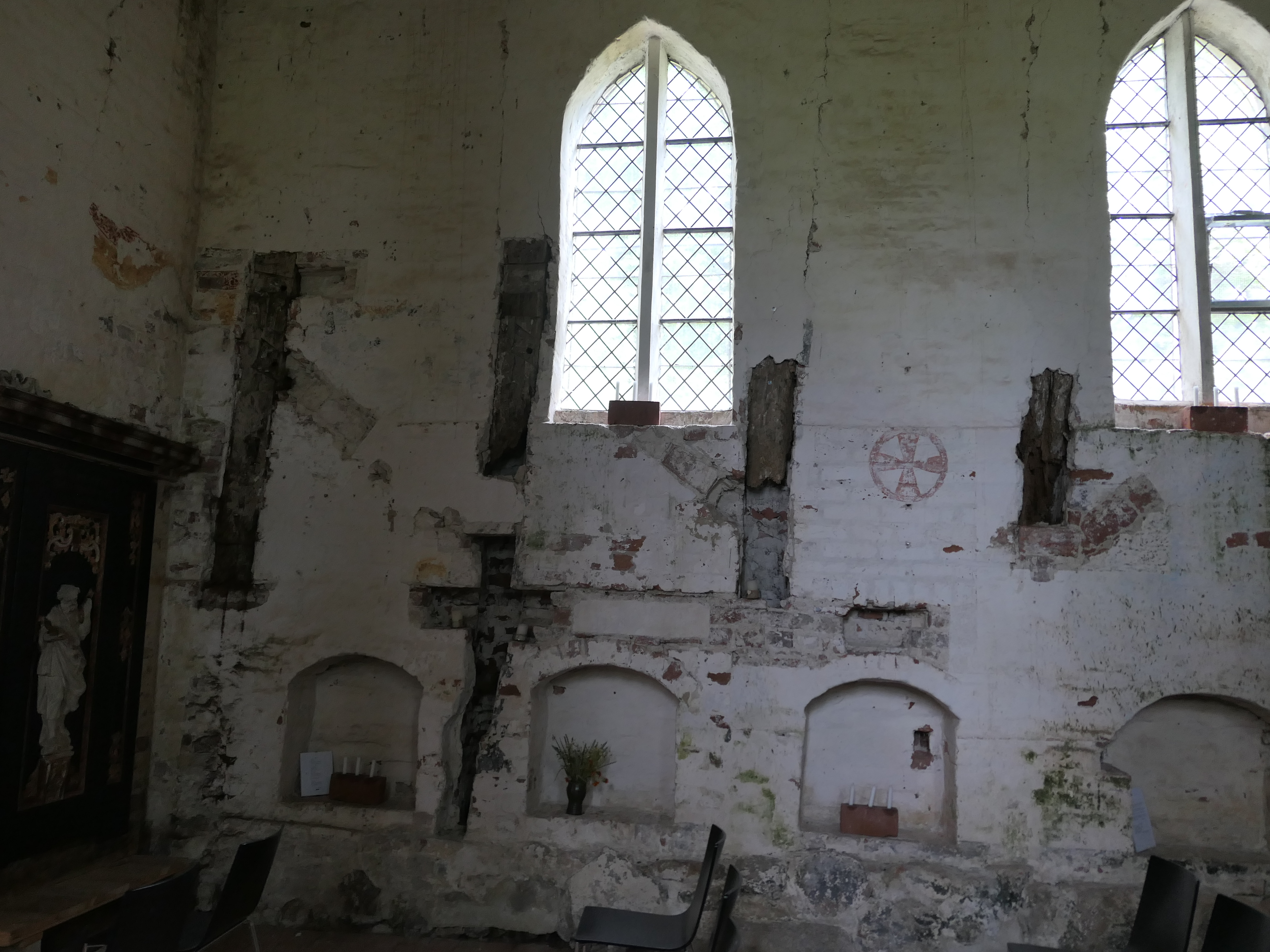
Gemaltes Weihekreuz, eingemauerte Fachwerkbalken

## Baubeschreibung

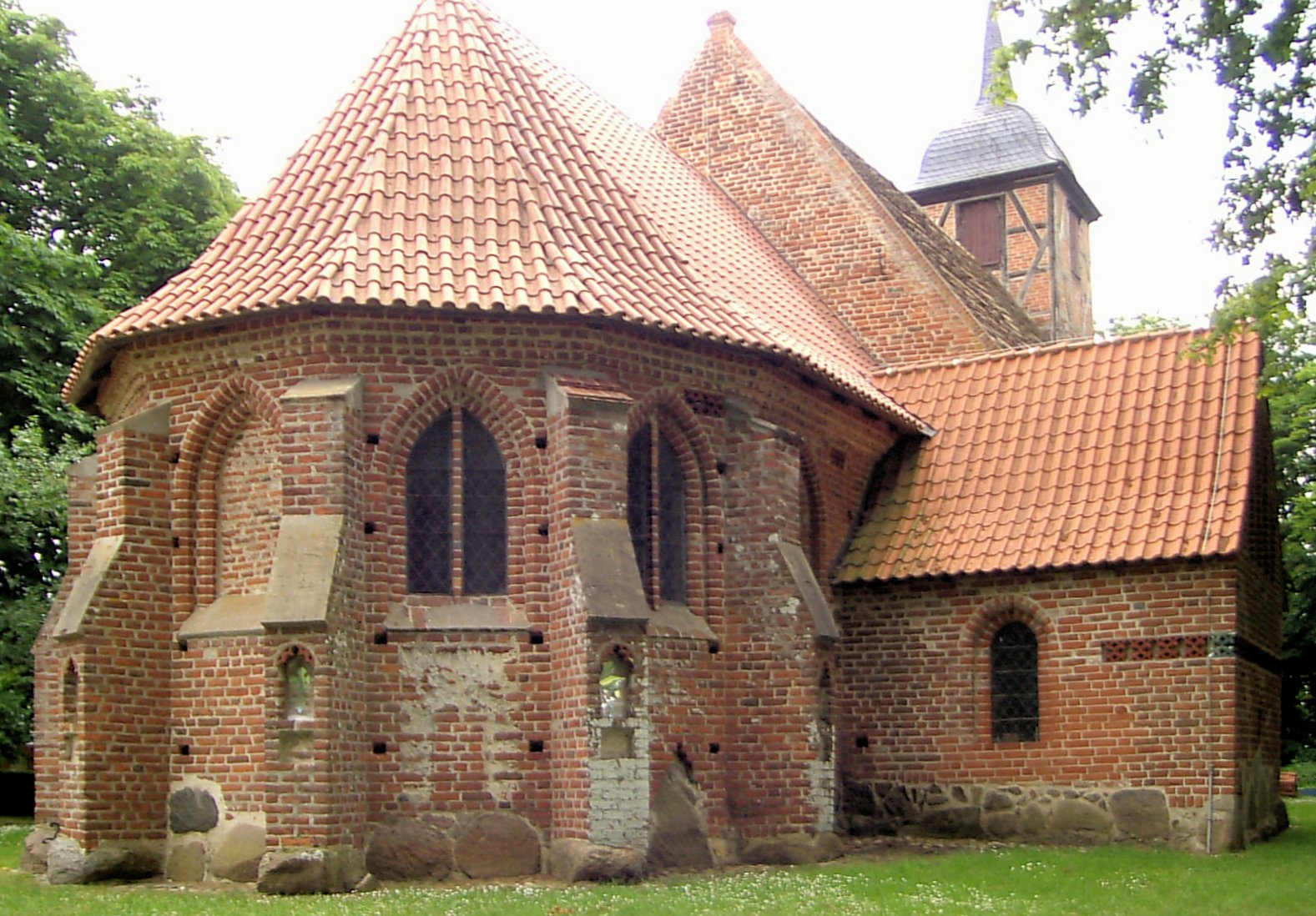
Ansicht von Osten

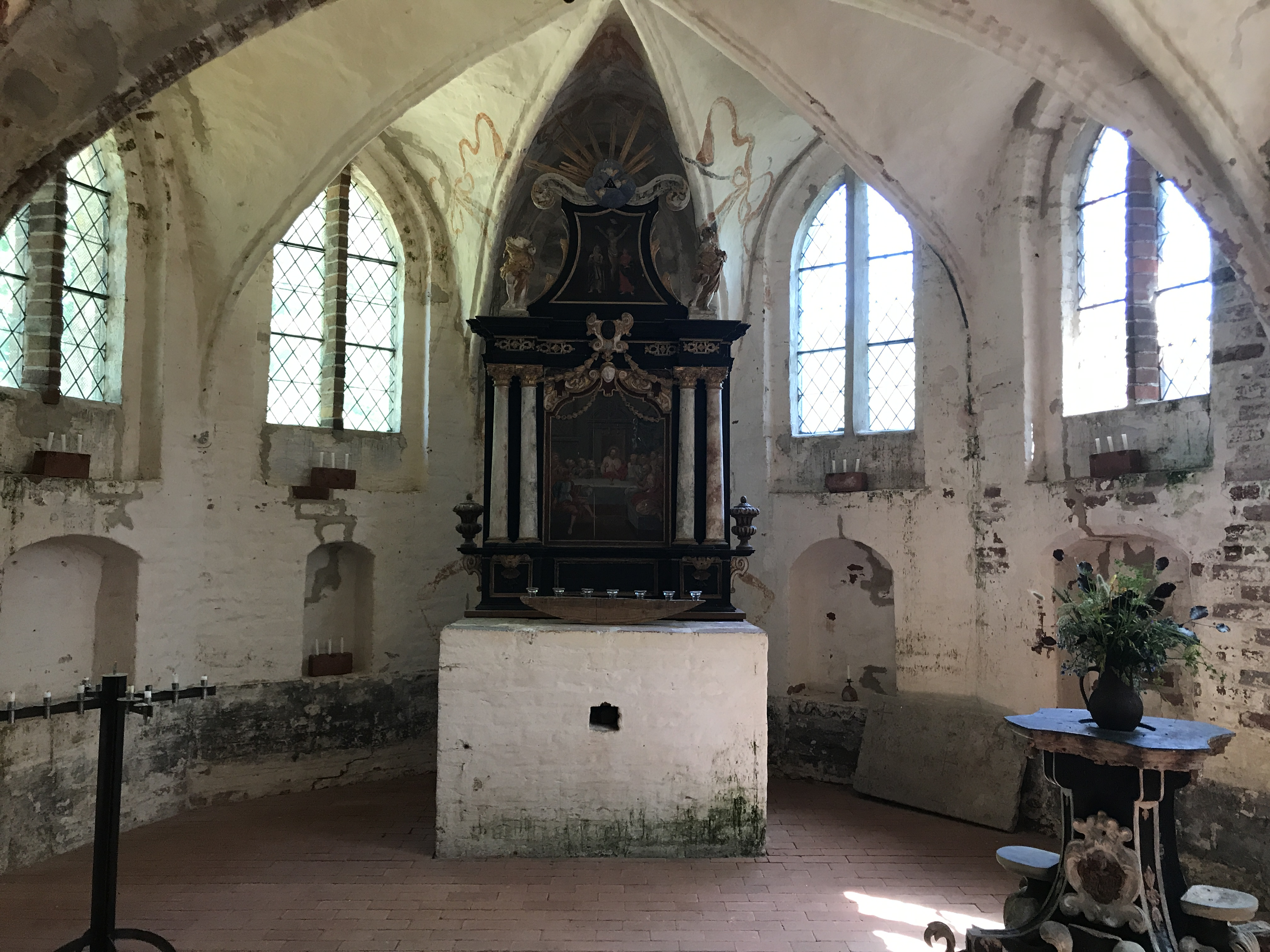
Chor von innen

Das Bauwerk wurde ursprünglich aus Fachwerk errichtet, Dendrodatum 1312/13, das später mit Mauerziegeln verkleidet wurde. Die unteren Schichten bestehen vorzugsweise aus behauenen Feldsteinen. Der zweijochige Chor ist eingezogen und hat einen Fünfachtelschluss. Jedes Feld wird durch einen zweifach getreppten Strebepfeiler stabilisiert, dessen unteres Feld mit einer gelappt rundbogigen Blende verziert ist. In jedem Feld sind je großes, zweifach getrepptes Spitzbogenfenster eingelassen. Sechs davon, zu jeder Seite drei sind verglast und mit einem backsteinernen Mittelstab versehen. Das Chorscheitelfenster ist mit neuzeitlich kleinem Backstein zugesetzt.
Das Kirchenschiff hat einen rechteckigen Grundriss. An seiner Nordseite ist am Übergang zwischen Chor und Schiff eine rechteckige Sakristei angebaut. Die Fenster sind auch hier spitzbogenförmig. An der Südseite wurde das Langhaus durch einen weiteren Strebepfeiler in zwei Teile gegliedert. Im östlichen Teil sind zwei spitzbogenförmige Fenster, ebenso im westlichen Teil. Zwischen den beiden Fenstern befindet sich hier jedoch noch zusätzlich ein zugesetztes Portal. Gewölbt war das Schiff nie.
Der Chor ist im Unterschied dazu gewölbt. An ein kreuzrippengewölbtes Rechteckjoch schließt das Schirmgewölbe des Polygons an.
Das Westportal besteht aus einer segmentbogigen Türöffnung in einem spitzbogigen zweistufigen Gewände. Der WestGiebeldreieck ist durch fünf Spitzbogenblenden und eine segmentbogige Ladeluke gegliedert unten durch eine bandförmige waagerechte Blende begrenzt. Seiner oberkant sitzt als Giebelreiter der kleine Glockenturm von 1733, dessen Fachwerk noch sichtbar ist. Die vier Schallluken sind mit hölzernen Klappen verschießbar. Dieser kleine Turm trägt eine geschweiften Haube mit Wetterfahne.

## Ausstattung
Die im Jahr 2020 noch vorhandene Kirchenausstattung stammt überwiegend aus dem 18. Jahrhundert. Elias Kessler schuf dabei den Altar, die Fünte, die Kanzel sowie das Patronatsgestühl. Das Altarretabel entstand ausweislich einer Inschrift im Jahr 1733. Es ist zwischen einem Aufbau aus zwei doppelt ausgeführten Säulen eingefasst und zeigt das Abendmahl Jesu. Darüber ist die Kreuzigung Christi zu sehen, gefolgt von einer Strahlenglorie.
Sehenswert ist auch der Friedhof mit teilweise sehr alten Grabstellen.